# Alessandro II di Alessandria (copto)
Alessandro II di Alessandria (in copto Ⲁⲗⲉⲝⲁⲛⲇⲣⲟⲥ, in arabo آلِكسندر‎?; Egitto, ... – Alessandria d'Egitto, 14 febbraio 729) è stato il 43º papa della Chiesa copta, dal 704 alla sua morte.

## Biografia
Prima di essere eletto papa era un monaco del monte di Nitria.
Durante il suo regno dovette affrontare le persecuzioni musulmane verso i cristiani. Le persecuzioni lo costrinsero a vendere tutta l'argenteria della Chiesa copta e celebrare la messa utilizzando calici di vetro.